# إشارة الجنيه
إشارة الجنيه (£ أو ₤) هو رمز عملة الجنيه الإسترليني البريطاني. كما يستعمل لعملات أخرى مثل جنيه جبرلتار والجنيه الأيرلندي، كما يستعمل الرمز أحيانا قليلة للجنيه المصري عند الإشارة إليه باللغة الإنجليزية.